# 別世界王国
別世界王国（べっせかいおうこく、英:Other World Kingdom、略称:OWK）は1996年にチェコのŽďár nad Sázavou地区のチェルナにある16世紀のシャトーの建物、敷地を使ってオープンした、大規模なBDSMの施設、リゾート。
独立国家の体裁をしており、ミクロネーションの一つとされる。他国からの国家承認は一切ないが、独自の通貨、パスポート、警察、裁判所、国旗、国歌を持つ。世界でも珍しいほどの、規模と一貫性を誇るBDSMの環境を客に提供している。

## 歴史
別世界王国（以下 OWK）は1996年6月1日に設立され、費用200万ポンドで2年間建設が行われた後、1997年の春に一般公開となった。
その後、2008年に土地と建物は800万ユーロで売りに出された。 2016年現在、まだ売りに出ている。また、2020年時点でもOWKが建物を所有しており、定期的にイベントを開催している。

## 国家体制
OWKは女性が支配する母系制を標榜し、BDSMや女性支配をテーマにしている。国家の目標は「できるだけ多くの男性を、できるだけ多くの領土で、優れた女性の無制限な支配下に置くこと」である。
また、OWKは1997年5月30日と31日に戴冠式を行った絶対君主である女王パトリシア1世によって統治されているとされている。その他、「最高行政官」（「領域内および最高行政官事務所内のすべての活動の監督」）、「財務省の最高行政官」（財政問題）、女王の法廷と女王の護衛の役割もある。
絶対君主、パトリシア1世の下の人々には階級が存在した。また、女性が市民になるためには以下に示すいくつかの制限が存在した。
- 結婚が可能な年齢に達していること
- 少なくとも1人の男性奴隷を所有していること
- OWKの原則と法律に従うこと
- 市民権取得の申請書を送ること
- 女王の宮殿の区域で少なくとも5泊すること[4][13]

次の階級は女王の臣下であった。彼らはOWKの法律に従い、女王に服従し、税金を納めるが、「旅行、財産の所有とその取引、子供を持つこと、転職、企業、自分の意見を述べる自由」などのいくつかの権利を持っている者たちであった。最下層は "Slave "とよばれる階級で、これはすべての権利を放棄した男性階級で、女王や貴族の女性たちの所有物であり、「普通の家畜のレベル」と見なされていた。

## 施設
敷地面積は3ヘクタールで、いくつかの建物があり、250メートルの楕円形のトラック、小さな湖、芝生の広場がある。主な建物は、君主の住居であった女王宮殿で、宴会場、図書館、玉座の間、拷問室、学校室、体育館、広大な地下牢があり、その牢は借りることができた。ロングハウスには、2つの拷問室を備えたエリザベス・バートリー伯爵夫人の部屋など、訪問者のための宿泊施設も用意されていた。この建物には、プール、パブ、レストラン、ナイトクラブ「ワンダ」がある。また、屋外施設に加え、屋内乗馬場と馬小屋もある。